# IC 4269
IC 4269 ist eine elliptische Galaxie vom Hubble-Typ cD im Sternbild Jagdhunde am Nordsternhimmel. Sie ist schätzungsweise 754 Millionen Lichtjahre von der Milchstraße entfernt.
Im selben Himmelsareal befinden sich u. a. die Galaxien IC 4268, PGC 2104981, PGC 2104490, PGC 2106199.
Das Objekt wurde am 10. Juli 1896 von Stéphane Javelle entdeckt.